# Trofeo delle Alpi

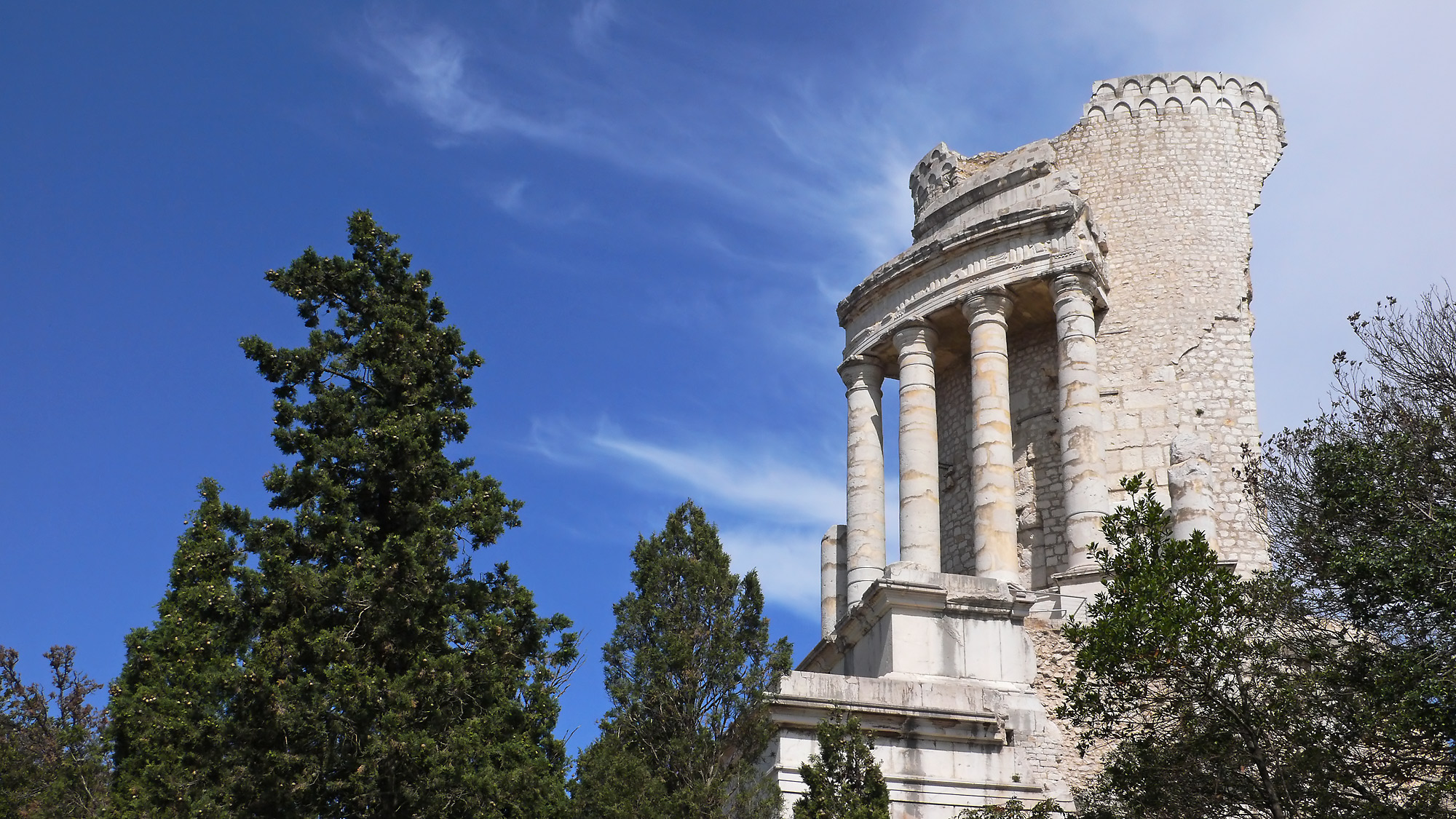
Il Trofeo di Augusto

Il Trofeo delle Alpi (detto anche Trofeo di Augusto, in latino Tropaeum Alpium o Tropaeum Augusti; in francese Trophée des Alpes; in occitano Trophée dels Alpes; in monegasco Trufeu d'ë Arpe) è un imponente monumento romano che si trova a 480 metri di altitudine nel comune di La Turbie, nel dipartimento francese delle Alpi Marittime, a breve distanza dal Principato di Monaco.

## Storia
Il monumento venne eretto, sul punto più alto della via Julia Augusta, negli anni 7-6 a.C. in onore dell'imperatore Augusto per commemorare le vittorie riportate dai suoi generali (tra cui i figliastri Druso maggiore e Tiberio) e la definitiva sottomissione di 44 tribù alpine. Questi popoli non sferravano attacchi per impossessarsi delle merci, ma, una volta entrati nel loro territorio, imponevano un controllo delle relazioni commerciali e dei movimenti militari, inaccettabili per l'Impero romano.
Menzionando altri popoli Reti e Alpini, il trofeo celebra indirettamente la sottomissione dal 23 al 13 a.C. degli ultimi popoli celtico-liguri indipendenti che popolavano la zona alpina tra la provincia Narbonese e la Gallia cisalpina. In questo luogo la sottomissione ha permesso la continuazione della via Aurelia attraverso la costruzione della via Julia Augusta. I vinti, godendo della clemenza imperiale, hanno ricevuto nel 10 a.C. la regione delle Alpi marittime, la cui capitale, costruita di fronte a Nikaia, era Cemenelum, oggi Cimiez, un quartiere di Nizza.
Il Trofeo non aveva né vocazione militare né ruolo di rifugio o di fortificazione, ma demarcava il confine tra l'Italia romana e la Gallia Narbonese lungo la Via Julia Augusta, successivamente spostato al fiume Varo.
Questo trofeo nel tempo segue, nelle Gallie, il trofeo di Pompeo, in Summum Pyrenaeum, quello di Briot (ora al museo di Antibes) e altri.

### Storia successiva
Tra il XII ed il XV secolo il Trofeo delle Alpi venne trasformato in fortezza, soprattutto a scopo di avvistamento e di difesa dalle scorribande dei pirati saraceni.
Durante gli scontri tra gli eserciti del Regno di Francia e del Ducato di Savoia, nell'ambito della Guerra di successione spagnola, Luigi XIV ordinò la distruzione di tutte le fortezze conquistate ed il Trofeo venne minato e fatto parzialmente esplodere il 4 maggio 1705.
La distruzione del complesso aprì la strada al suo progressivo smantellamento per trarne materiale da costruzione, nonostante l'originaria cava di epoca romana fosse ubicata a soli 500 metri di distanza. Dopo il ritorno di Turbia sotto l'autorità savoiarda, venne autorizzato il prelievo dei materiali dalle rovine, per la costruzione della sottostante chiesa di San Michele, iniziata nel 1664.
Nel 1865 i resti sono stati classificati come monumenti storici .
Prima del restauro parziale, effettuato agli inizi del XX secolo non rimanevano che quattro colonne intatte, e solo la facciata occidentale (con l'iscrizione) è stata ricostruita quasi completamente; ulteriori resti e frammenti sono esposti nel museo archeologico ricavato nel basamento.
I lavori di restauro sono stati resi possibili negli anni '30 del Novecento dagli studi dell'architetto Jules Formigé e dal generoso finanziamento del mecenate statunitense Edward Tuck. È stato inaugurato il 26 aprile 1934. L'altezza del monumento misura oggi 35 metri, mentre originariamente, grazie alla statua, raggiungeva i 50 metri. Dalla sua terrazza panoramica è possibile godere d'un punto d'osservazione che, in giornate limpide, consente di spaziare visivamente dalla riviera ligure di ponente al golfo di Saint-Tropez.
Il bimillenario del trofeo è stato commemorato dal 10 luglio al 28 agosto 1994 dal Centro dei monumenti nazionali con una composizione di tre giovani artisti che hanno proposto delle rivisitazioni del Trofeo, la realizzazione di un film di Vincent Gareng sulla storia del monumento e uno spettacolo di luci di Louis Clair, professionista in progetti di illuminazione artistica.

## Costruzione
La costruzione, parte in marmo lunense e parte in pietra locale, concepita secondo il modello architettonico vitruviano sul modello del Mausoleo di Alicarnasso, consisteva di un piedistallo quadrato misurante 38 metri di lato, sulla cui facciata occidentale era apposta un'iscrizione con la dedica ad Augusto. Ai lati dell'iscrizione c'erano dei trofei.
Il secondo ordine era composto da un basamento, anche questo quadrato ma di dimensione minore, su cui poggiavano 24 colonne, con capitelli dorici, poste in cerchio e adornate da un fregio dorico con alternanza di metope e triglifi.
All'interno del colonnato si trovava una torre cilindrica in cui, alternate alle colonne, si trovavano delle nicchie dove erano state collocate le statue dei comandanti militari che avevano partecipato alla spedizione, tra cui quella di Druso. Sulle colonne poggiava infine una copertura conica a gradoni, coronata da una imponente statua di Augusto in bronzo dorato raffigurato nell'atto di sottomettere due barbari inginocchiati ai suoi piedi. Nell'insieme la struttura, secondo gli architetti Formigé padre e figlio, con la statua di Augusto arrivava a ben 49 metri di altezza, ma oggi il trofeo restaurato ne misura solamente 35.
Secondo la data presente nell'inscrizione, la costruzione fu terminata tra il 7 e il 6 a.C.

## L'iscrizione
La solenne iscrizione, di cui rimanevano solo alcuni frammenti, è stata ricostruita completamente durante il restauro del monumento curato da Jules Formigé, grazie alla menzione fatta da Plinio il Vecchio nella sua Naturalis Historia (III, 133 segg.)

Il testo riporta tutti e 44 i nomi delle tribù sconfitte in ordine cronologico e geografico ed è affiancato da due bassorilievi della Vittoria alata. Parimenti visibile è il "trofeo" in senso stretto, ossia una raffigurazione delle armi conquistate ai nemici e appese ad un tronco d'albero. Ai due lati del trofeo sono raffigurati coppie di prigionieri galli in catene.
«imp · cæsari divi filio avg · pont · max · imp · xiiii · tr · pot · xvii · s · p · q · r · qvod eivs dvctv avspiciisqve gentes alpinæ omnes qvæ a mari svpero ad infervm pertinebant svb imperivm p · r · svnt redactæ · gentes alpinæ devictæ trvmpilini · camvnni · venostes · vennonetes · isarci · brevni · genavnes · focvnates · vindelicorvm gentes qvattvor · cosvanetes · rvcinates · licates · catenates · ambisontes · rvgvsci · svanetes · calvcones · brixenetes · leponti · vberi · nantvates · sedvni · varagri · salassi · acitavones · medvlli · cenni · catvriges · brigiani · sogionti · brodionti · nemaloni · edenates · esvbiani · veamini · gallitæ · trivllati · ecdini · vergvnni · egvitvri · nematvri · oratelli · nervsi · velavni · svetri»
- I Triumpilini
- I Camunni
- I Venosti
- I Vennoneti
- Gli Isarci
- I Breuni
- I Genauni
- I Focunati

- Le quattro nazioni dei Vindelici (Cosuaneti, Rucinati, Licati, Catenati)
- Gli Ambisonti
- I Rugusci

- I Suaneti
- I Caluconi
- I Brixeneti
- I Leponzi
- Gli Uberi
- I Nantuati
- I Seduni
- I Veragri

- I Salassi
- Gli Acitavoni
- I Medulli
- Gli Ucenni
- I Caturigi
- I Brigiani
- I Sogionti
- I Brodionti

- I Nemaloni
- Gli Edenati
- I Vesubiani
- I Veamini
- I Galliti
- I Triullati
- Gli Ecdini
- I Vergunni

- Gli Eguituri
- I Nematuri
- Gli Oratelli
- I Nerusi
- I Velauni
- I Seutri.

Non si conosce con precisione la localizzazione geografica dei popoli citati, che in certi casi è completamente sconosciuta. Questa è oggetto di ricerche, ma l'inscrizione del trofeo, come ha ricordato Philippe Casimir, permette di delineare una ricostruzione della situazione delle Alpi nell'antichità.

## Galleria d'immagini

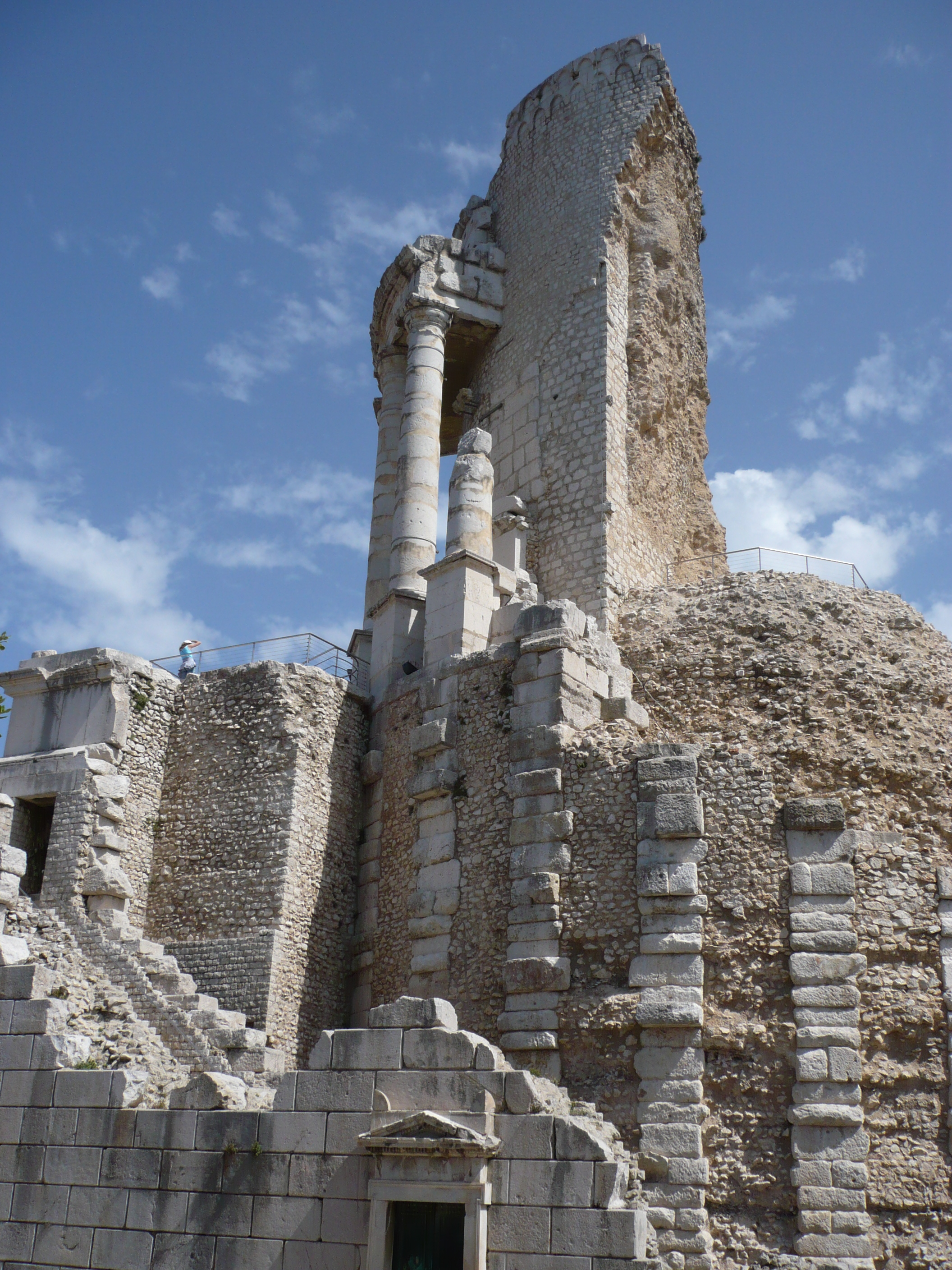
Resti del monumento.
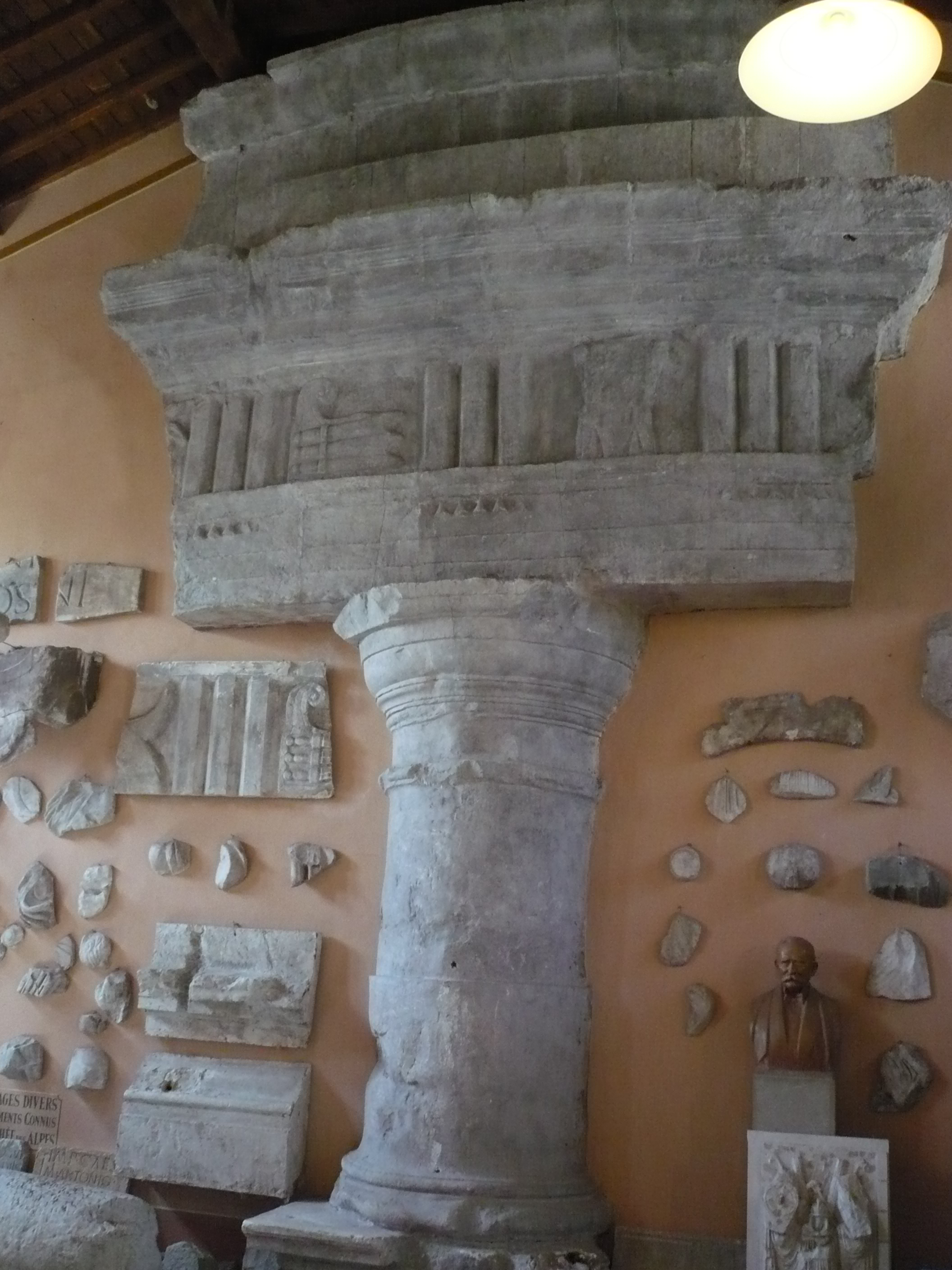
Elementi dell'architettura.
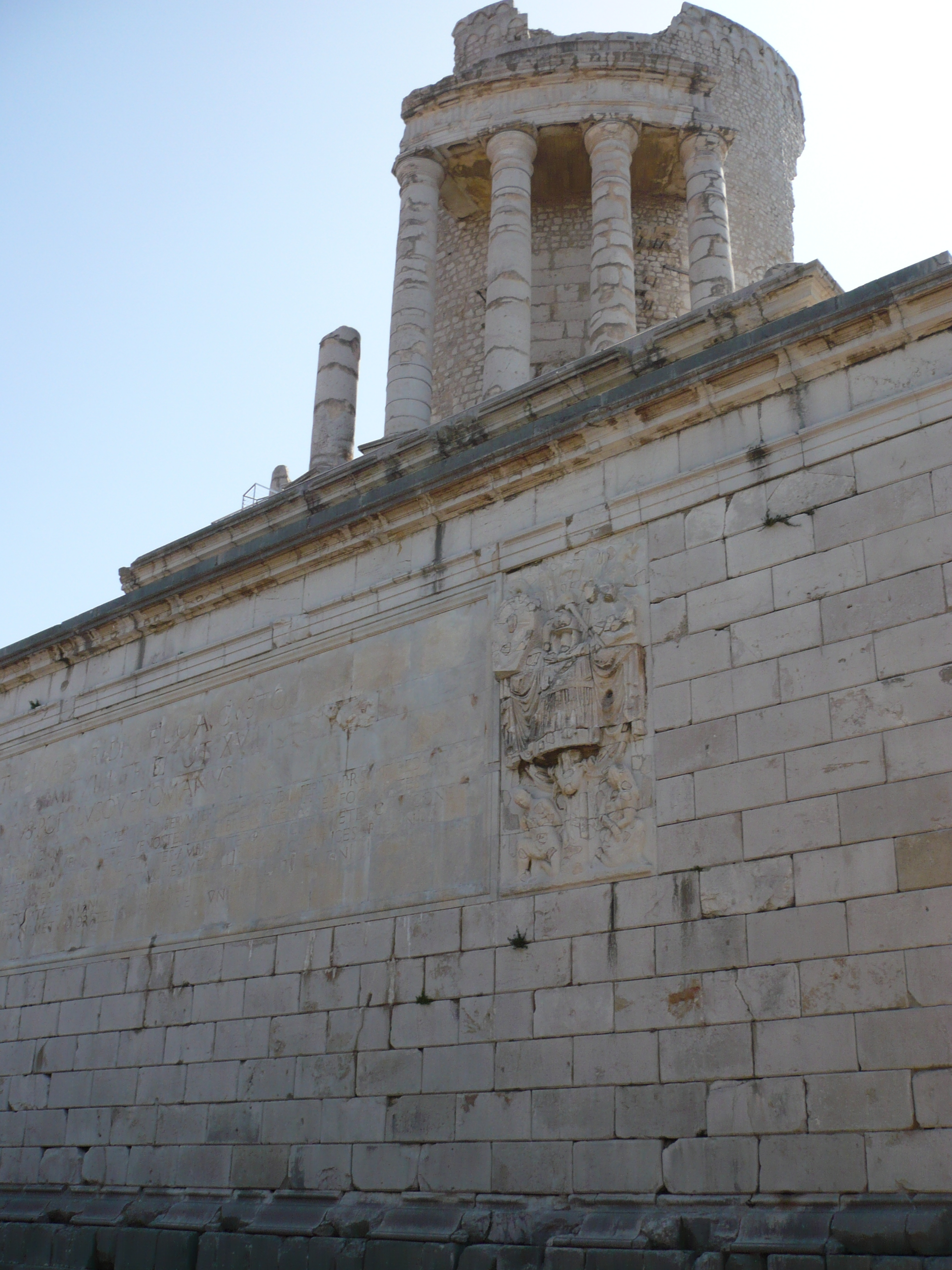
L'iscrizione in latino.
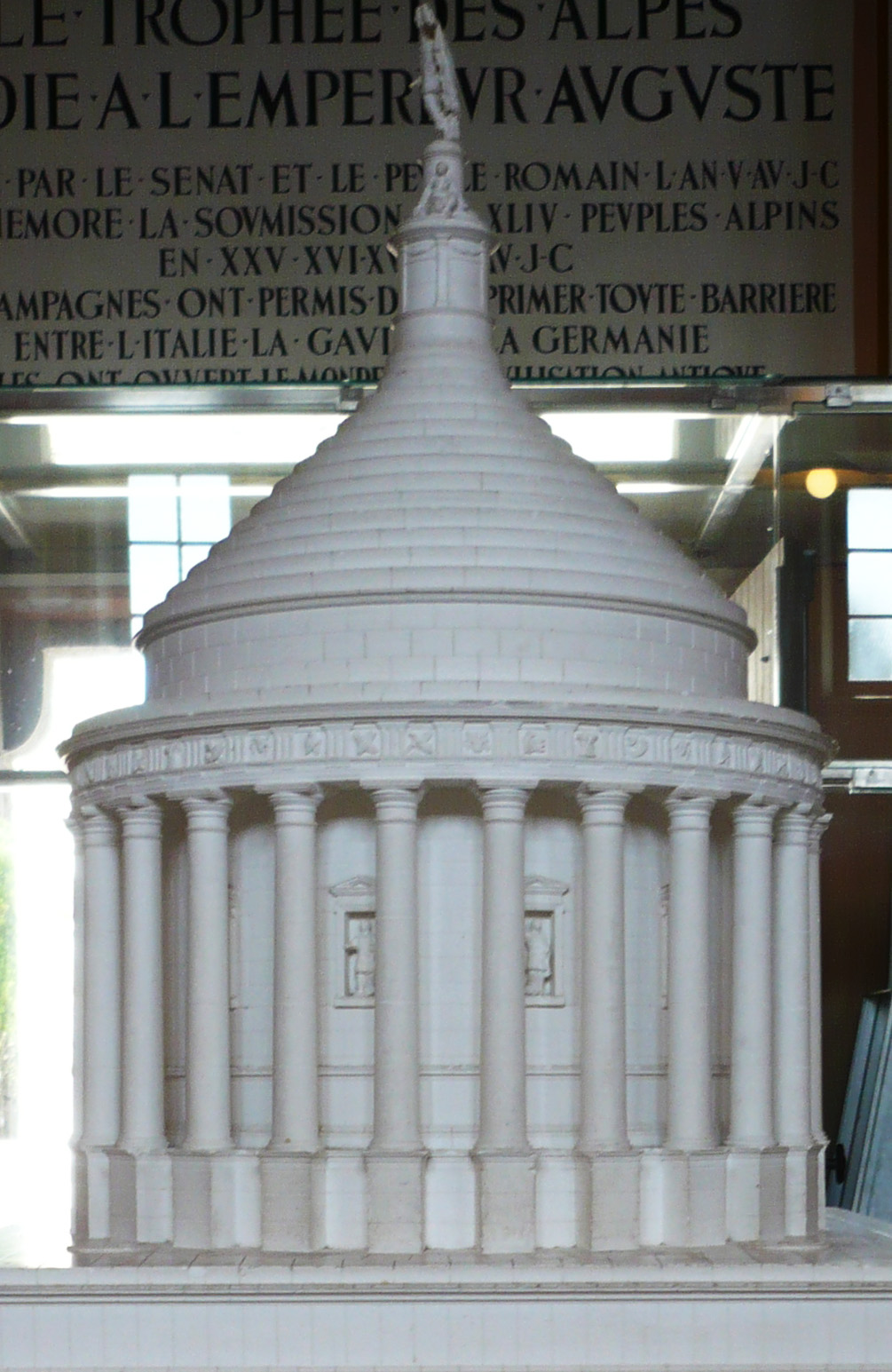
Ricostruzione in scala.